# Ghosts ’n Goblins
Ghosts 'n Goblins (яп. 魔界村 Makaimura, букв. «Адская деревня». На имевших хождение в России пиратских картриджах — «Ghostly Village», то есть «Призрачная деревня»), альтернативное написание Ghost’n Goblins — компьютерная игра 1985 года в жанре платформер, разработанная Capcom для аркадных автоматов, позже выпущенная на ряде других платформ. Это первая игра во франшизе Ghosts’n Goblins. Считается очень сложной игрой.

## Игровой процесс

Игровой процесс оригинальной аркадной версии

В Ghosts’n Goblins игрок управляет рыцарем по имени сэр Артур, который должен побеждать зомби, огров, демонов, циклопов, драконов и других монстров, чтобы спасти принцессу Прин Прин, которая была похищена Астаротом, королём мира демонов. По пути игрок подбирает новое оружие, бонусы и доспехи, которые помогают ему в выполнении задания.
Игра считается очень трудной по стандартам аркадных автоматов и обычно характеризуется как одна из самых сложных выпущенных игр. По версии сайта Gametrailers.com игра является второй в мире по сложности из когда-либо созданных игр. Игрок может выдержать лишь два удара: первый удар забирает у персонажа броню, и он должен продолжать игру в нижнем белье, пока не закончит уровень или не найдёт новые доспехи. Если игрок теряет жизнь, он возвращается в начало или середину уровня (если он смог дойти до неё). Кроме того, каждая жизнь длится лишь определённое время (обычно около трёх минут). Таймер сбрасывается в начале уровня. Если он истекает, игрок теряет жизнь.
После того, как игрок убьёт последнего босса (что возможно только с использованием креста — если у игрока нет креста, ему скажут, что он необходим для победы и отправят обратно в начало уровня 5, после чего необходимо повторно пройти 5 и 6 уровень) в первый раз, ему сообщают, что битва была ловушкой Сатаны. Игрок затем должен снова пройти игру на повышенной сложности, прежде чем достичь реально последнего боя. В американо-европейской версии крест был заменён на щит с крестом.

## Наследие
| Сводный рейтинг    | Сводный рейтинг     |
| Агрегатор          | Оценка              |
| ------------------ | ------------------- |
| GameRankings       | NES: 55 % GBC: 76 % |
| Иноязычные издания |                     |
| Издание            | Оценка              |
| AllGame            | Arcade: · NES:      |
| CVG                | 33/40               |
| Sinclair User      | [ 7 ]               |
| ACE                | [ 8 ]               |
| The Games Machine  | 95 %                |
| Zzap!64            | 97 %                |
| TouchArcade        | iOS:                |
| Награды            |                     |
| Издание            | Награда             |
| Crash              | Crash Smash         |
| Sinclair User      | SU Classic          |
| C+VG               | C+VG Hit            |
| Zzap!64            | Gold Medal          |

За Ghosts’n Goblins последовала серия продолжений и спин-оффов. В итоге франшиза заняла 8-е место среди самых продаваемых в линейке Capcom. Всего было продано более 4,4 миллионов копий. Продолжениями игры являются Ghouls’n Ghosts, Super Ghouls’n Ghosts и Ultimate Ghosts’n Goblins, а спин-оффами серии — Gargoyle’s Quest и Maximo.